# Зіґфрід Гандлозер
Зіґфрід Гандлозер (нім. Siegfried Handloser; 25 березня 1885, Констанц, Німецька імперія — 3 липня 1954, Мюнхен, ФРН) — керівник санітарної служби вермахту, генерал медичної служби. Кавалер Лицарського хреста хреста Воєнних заслуг з мечами.

## Біографія
Народився в сім'ї музиканта. У 1903 році вступає до військової академії імені кайзера Вільгельма в Берліні в якій в 1910 році отримує медичну освіту. З 17 травня 1910 року лікар-асистент військово-санітарної частини. У 1911 році захищає дисертацію «Специфічне лікування черевного тифу». Працював в клініці Гіссена.
Брав участь у Першій світовій війні. Командував санітарними підрозділами. 
З 1 травня 1932 року служив дивізійним лікарем піхотної дивізії в Штутгарті, Дрездені та Відні, з 26 серпня 1938 року - головний військовий лікар армії.
Доктор медицини, з жовтня 1939 року почесний професор військової медицини Віденського університету.
Учасник Польської і Французької кампаній.
З 6 листопада 1940 року заступник начальника військово-санітарної інспекції вермахту.
З 1 січня 1941 року - генерал медичної служби. З 31 січня 1941 року - головний санітарний інспектор вермахту, з 1 березня 1941 також головний лікар вермахту, а з 28 липня 1942 року ще й начальник санітарної служби вермахту. З 18 лютого 1942 року - голова Наукової ради військово-медичної служби. У 1943 році обраний почесним професором військової медицини Берлінського університету.
Відзначився створенням і організацією борделів для німецьких солдатів і офіцерів на окупованих територіях.
1 вересня 1944 року звільнений з посади головного санітарного інспектора і військового лікаря, але залишився на чолі санітарної служби вермахту. Мав право видавати накази, обов'язкові для виконання всіма медичними службами армії, люфтваффе і флоту.
Гандлозер відповідальний за проведення експериментів над в'язнями концтаборів, в тому числі за досліди з переохолодження, зараження висипним тифом і ін.
28 травня 1945 року ув'язнений британською владою у Фленсбурзі.
На Нюрнберзькому процесі над лікарями за співучасть у військових злочинах і злочинах проти людяності засуджений до довічного ув'язнення.
31 січня 1951 року покарання було замінено позбавленням волі строком на 20 років. Достроково звільнений в грудні 1953 року в зв'язку з різким погіршенням здоров'я.
Помер 3 липня 1954 року в Мюнхені.

## Звання
- Лейтенант медичної служби (17 травня 1910)
- Обер-лейтенант МС (червень 1912)
- Гауптман МС (3 вересня 1916)
- Майор МС (1 квітня 1934)
- Оберст-лейтенант МС (1 квітня 1929)
- Генерал-майор МС (1 травня 1932)
- Генерал-лейтенант МС (1 квітня 1938)
- Генерал МС (1 січня 1941)

## Нагороди

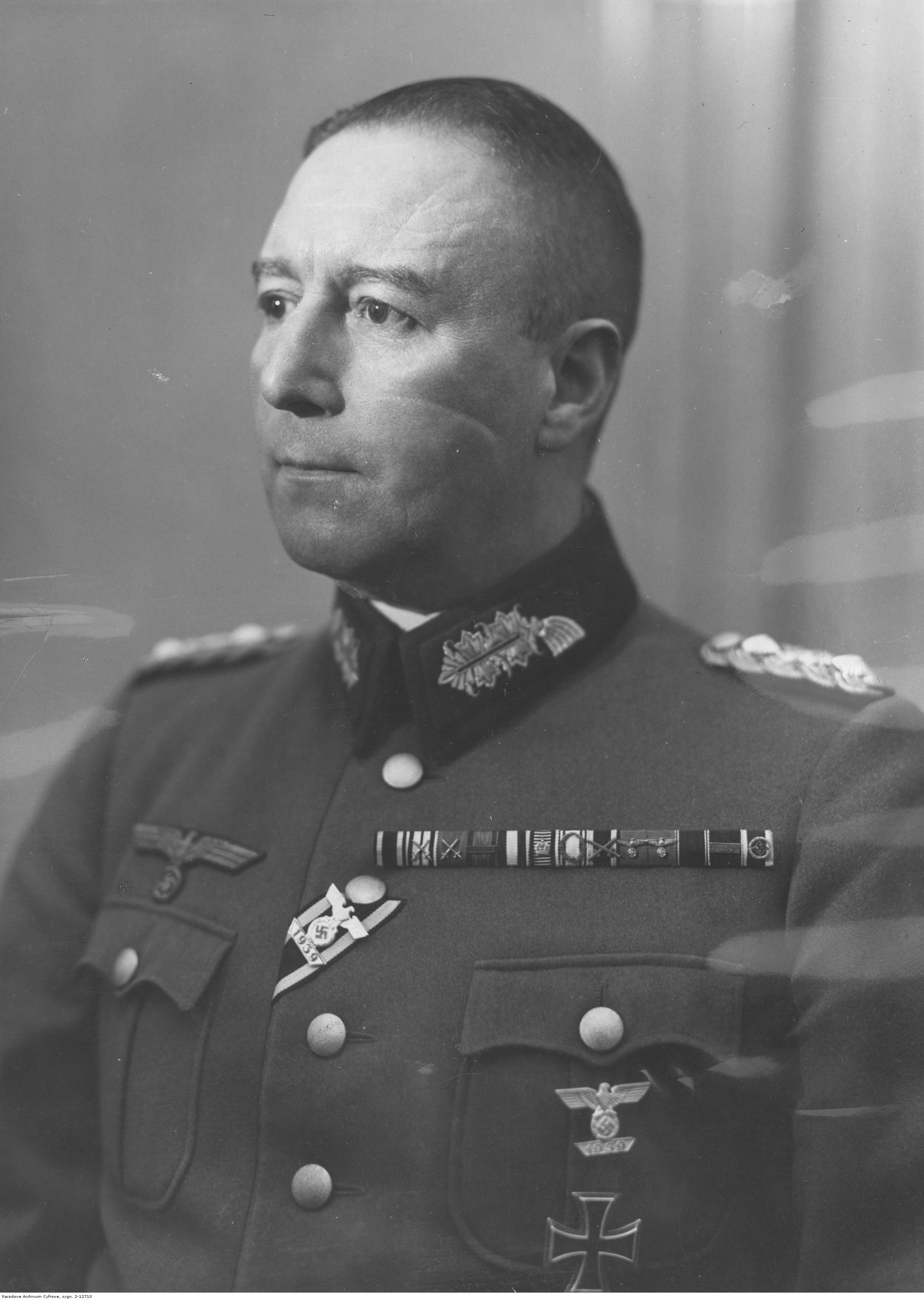
Генерал медичної служби Зіґфрід Гандлозер (серпень 1942)

### Перша світова війна
- Залізний хрест 2-го і 1-го класу
- Почесний хрест 3-го класу князівського ордена дому Гогенцоллернів з мечами
- Лицарський хрест 2-го класу ордена Церінгенського лева (Велике герцогство Баден)
- Ганзейський Хрест (Гамбург)
- Хрест Фрідріха 1-го класу (Ангальт)
- Лицарський хрест ордена Франца-Йосифа (Австро-Угорщина)
- Почесний знак «За заслуги перед Червоним Хрестом» 2-го класу (Австро-Угорщина)

### Міжвоєнний період
- Почесний хрест ветерана війни з мечами (1934)
- Медаль «За вислугу років у Вермахті» 4-го. 3-го, 2-го і 1-го класу (25 років)
- Почесний знак Німецького Червоного Хреста 1-го класу із зіркою
- Медаль «У пам'ять 13 березня 1938 року»
- Медаль «У пам'ять 1 жовтня 1938» із застібкою «Празький град»

### Друга світова війна
- Застібка до Залізного хреста 2-го і 1-го класу
- Хрест Воєнних заслуг 2-го і 1-го класу з мечами
- Лицарський хрест Хреста Воєнних заслуг з мечами (21 вересня 1943)